# Iztok Žun
Iztok Žun, slovenski inženir strojništva, * 13. oktober 1946, Ljubljana, † 22. oktober 2016, Ljubljana.

## Življenje in delo
Diplomiral je na ljubljanski Fakulteti za strojništvo (1972) in prav tam tudi doktoriral (1976). V študijskem letu 1974/1975 se je strokovno izpopolnjeval na Kolidžu Dartmouth v Hanovru (New Hampshire, ZDA). Leta 1972 se je zaposlil na Fakulteti za strojništvo v Ljubljani, kjer je od 1987 deloval kot redni profesor za termodinamiko in mehaniko tekočin. Raziskoval je dinamiko tekočin in kompleksne sisteme termodinamike ter na to temo objavil več elaboratov in znanstvenih člankov.
Leta 1999 je za pomembne znanstvene dosežke prejel Zoisovo priznanje. Bil je tudi redni član Inženirske akademije Slovenije.